# ساندرا بروسبير
ساندرا بروسبير (بالإنجليزية: Sandra Prosper)‏ هي ممثلة أمريكية، ولدت في القرن العشرين.

## وصلات خارجية
- ساندرا بروسبير على موقع IMDb (الإنجليزية)
- ساندرا بروسبير على موقع ألو سيني (الفرنسية)
- ساندرا بروسبير على موقع أول موفي (الإنجليزية)
- ساندرا بروسبير على موقع قاعدة بيانات الفيلم (الإنجليزية)
- ساندرا بروسبير على موقع كينوبويسك (الروسية)